# Bianca Lancia
Bianca Lancia (anche nota come Bianca d'Agliano e occasionalmente come Beatrice; 1210 circa – Gioia del Colle o Monte Sant'Angelo, 1248 circa) è stata una nobildonna italiana, amante e presumibilmente ultima moglie dell'imperatore Federico II di Svevia, che forse la sposò in articulo mortis. Da Federico ebbe due figlie e un figlio, Manfredi, ultimo re di Sicilia del casato Hohenstaufen.
Sono frutto di ipotesi congetturali sia il nome Bianca sia la verosimile appartenenza ai Lancia.

## Biografia
Bianca Lancia nacque, probabilmente, in Italia meridionale. Secondo le discordi fonti del tempo, Bianca apparteneva alla nobile famiglia aleramica dei Lancia da parte di madre; forse era figlia di Bonifacio I d'Agliano, conte di Agliano, conte di Mineo e signore di Paternò, e di una Bianca Lancia (figlia del marchese piemontese Manfredi I Lancia). C'è anche l'ipotesi che appartenesse alla famiglia Maletta, sorella di Manfredi Maletta.
Tanto i Lancia, quanto i d'Agliano, aristocratiche famiglie ghibelline del Piemonte, ormai scalzate dal potere dall'ascesa dei Liberi Comuni, avevano cercato miglior fortuna nel regno di Sicilia del giovane Federico II. Manfredi II Lancia, zio di Bianca, verso la metà degli anni venti del secolo, si trasferì al seguito di Federico II. Secondo altre fonti (P. Viarengo), Bianca Lancia e suo fratello Manfredi erano figli del grande Manfredo Lancia, così chiamato in quanto in gioventù era stato lancifero o scudiero dell'imperatore. Morto Manfredo nel 1214, la moglie si risposò con Boemondo di Moncucco, nobile Astese, signore di Agliano, oggi comune della provincia di Asti. Bianca e suo fratello Manfredi sarebbero dunque originari del nord Italia.
Di ritorno dalla Palestina, Federico II, volendo spiare le mosse della ricostituita Lega Lombarda, soggiornò nell'Italia Settentrionale, e proprio ad Agliano conobbe la bella Bianca. Innamoratosi perdutamente di lei, le disse di essere vedovo di Iolanda di Brienne, da cui in realtà viveva separato. Dall'unione dei due nacquero due figlie e un figlio, Manfredi, futuro principe di Taranto e poi re di Sicilia.
A partire dal 1225, Bianca mantenne una relazione illegittima con Federico II, che conobbe in circostanze non determinate, secondo alcuni durante il matrimonio di lui con Jolanda di Brienne.
Il genealogista seicentesco Filadelfo Mugnos la vorrebbe, invece, figlia di Corrado Lancia dei duchi di Baviera, conte di Fondi, personaggio fittizio nominato in un falso diploma di Roberto il Guiscardo, e sorella di Galvano Lancia, signore di Brolo e barone di Longi, capostipite di tutti i Lanza di Sicilia.
La Cronaca di Salimbene de Adam accenna ad un matrimonio segreto con Federico II, e il cronista Matteo Paris riferisce che (di certo dopo il 1247), gravemente malata (o simulandosi tale), Bianca supplicò il sovrano di sposarla in articulo mortis, per la salvezza dell'anima e per il futuro dei figli. A questa unione Federico avrebbe acconsentito. È estremamente probabile che Bianca sia premorta al marito (attorno al 1248), in quanto ancora l'anno prima Manfredi era indicato come "Manfredus Lancea" (non era ancora stato legittimato), mentre nel testamento paterno del 1250 compare tra i destinatari dell'Honor Montis Sancti Angeli, tradizionale dote delle regine, e assegnato evidentemente a Bianca all'atto del matrimonio compiuto sul letto di morte pochi mesi prima. Essendo già morta l'imperatrice Isabella d'Inghilterra (1241), Bianca era stata investita infatti del feudo dell'ex fortilizio bizantino di Monte Sant'Angelo, l'Honor Montis Sancti Angeli appunto, comprensivo delle città di Vieste e Siponto, e in dotazione a tutte le regine di Sicilia per volontà di re Guglielmo II di Sicilia.

## Discendenza
Dalla relazione con Federico, Bianca ebbe un figlio e due figlie:
- Costanza (1230-1307) - sposò l'imperatore bizantino Giovanni III Vatatze e cambiò il suo nome in quello bizantino Anna;
- Manfredi (1232-1266) - ultimo re di Sicilia della dinastia sveva;
- Violante (1233-1264) - sposò Riccardo Sanseverino, conte di Caserta.

## Cultura popolare
Una leggenda vuole che presso il castello di Monte Sant'Angelo Bianca fosse stata tenuta prigioniera della gelosia dell'imperatore e ivi morì, forse suicida. Stessa storia è tramandata a proposito della rocca di Gioia del Colle, dove sarebbe stata rinchiusa dall'imperatore per aver commesso adulterio.
Bianca potrebbe aver vissuto in giovane età fra le mura del castello dei Lancia a Brolo e poi molto probabilmente nel maniero di Paternò e forse in quello di Gioia del Colle.
La storia d'amore tra Bianca Lancia e l'imperatore Federico II viene raccontata nel romanzo di Laura Mancinelli Gli occhi dell'imperatore. La Mancinelli segue però la versione della Cronica di fra Salimbene da Parma, secondo il quale il matrimonio avvenne poco prima della morte dell'imperatore, alla fine del 1250.
Bianca Lancia è citata nella traccia Biancalancia dei RaestaVinvE, contenuta nell'Ep omonimo Biancalancia.